# Hausband
Hausband (oder House Band, Studioband) ist eine Band oder ein Orchester, die regelmäßig und für längere Zeit im Auftrag eines bestimmten Veranstalters auftreten.

## Allgemeines
Als Veranstalter kommen insbesondere Fernsehsender, Nachtclubs, Hotels, Rundfunksender oder Tonstudios in Frage. Sie beauftragen einzelne Musiker oder ganze Musikergruppen damit, bei bestimmten Anlässen aufzutreten.
Die Hausband ist entweder eine ständig verfügbare Musikergruppe in einem Klub, Tanzhaus oder Theater oder es sind Studiomusiker eines Plattenlabels oder Tonstudios für einen großen Teil der Aufnahmesessions.

## Geschichte
Sie entstanden während der Zeit des Chicago-Jazz, als Tonstudios eine Anzahl von Musikern rekrutierten, die sie für bestimmte Studioaufnahmen in Anspruch nehmen konnten.
Erskine Tate leitete ab 1918 eine Band im „Vendome Theater“ (Chicago), Fletcher Henderson führte seit Mai 1921 die Studioband von Black Swan Records („Black Swan Troubadours“), Carroll Dickerson leitete ab 1926 Bands im Savoy Ballroom (Chicago). Carroll Gibbons übernahm 1928 die Leitung der Hausband des „New Mayfair Dance Orchestra“ bei HMV Records, Roy Fox dirigierte seit Mai 1931 die Hausband im „Monseigneur Restaurant“ (London), Sammy Price übernahm 1937 eine vergleichbare Rolle für Decca Records.
Als eine der ersten berühmten Hausbands fungierte ab 1929 das Orchester Guy Lombardo, das für die Wintersaison in den nächsten 33 Jahren im Roosevelt-Hotel in Midtown Manhattan mit einer alljährlichen Radioübertragung am Silvesterabend auftrat.
Das US-Fernsehen setzte 1937 mit dem NBC Symphony Orchestra erstmals Hausbands für Fernseh- und Radioübertragungen ein. In Deutschland entstand im August 1946 die heutige WDR Big Band, 1947 gründeten sich Rundfunktanzorchester wie das Rundfunk-Tanzorchester Leipzig oder das WDR Funkhausorchester. Als angestelltes Sinfonieorchester wurde unter anderem das ebenfalls 1947 gegründete WDR Sinfonieorchester präsentiert. Die für Rundfunksender spielenden Orchester werden noch heute als Klangkörper bezeichnet.
In den USA begannen Studiomusiker (englisch session musicians) damit, Sänger im Tonstudio zu begleiten und bildeten als Studiobands eine Einheit. Bei manchen Studiomusikern war der von ihnen ausgehende Klangeindruck so charakteristisch und mit hohem Wiedererkennungswert verbunden, dass man danach den Sound benannt („Nashville Sound“, „Motown-Sound“, „Memphis-Sound“, „Philly-Sound“) und ihnen einen Namen vergeben hat (Nashville A-Team, The Funk Brothers, Memphis Horns, MFSB). Eine der ersten informellen Studiogruppen dieser Art war The Studio Band aus New Orleans, die zwischen 1946 und 1957 meist im J&M Studio von Cosimo Matassa bei Studioaufnahmen in wechselnder personeller Besetzung anwesend war. Ein Mitglied dieser Gruppe war der Schlagzeuger Earl Palmer, der im Februar 1957 die Studioband verließ, um in Los Angeles zu einem gefragten Session-Schlagzeuger zu werden.
Als prägend für den „Memphis-Sound“ galt Booker T. & the M.G.’s für Stax Records, die neben der Bläsersektion der Memphis Horns eine Vielzahl von Interpreten ab 1962 begleiteten. Die Memphis Horns rekrutierten sich aus den 1961 gegründeten Mar-Keys, die ebenfalls als Hausband fungierten. Bei Stax Records brachten die Hausbands auch eigene Instrumentalmusik heraus, die sich teilweise sehr erfolgreich in den Hitparaden platzieren konnte.
Ab September 1954 begannen im US-Fernsehen Late-Night-Shows wie die The Tonight Show, die Late Show with David Letterman (ab 1993) oder die hieran in Deutschland orientierte Die Harald Schmidt Show (1995) damit, ihr Fernsehformat durch eine Hausband anzureichern (bei Harald Schmidt unter der Leitung von Helmut Zerlett). Im heutigen Fernsehen sorgen Hausbands für die Musikuntermalung von Fernsehshows. Sie spielen den Eröffnungssong sowie vor und nach Werbespots und bei Sketches.